# Boer met genoegen

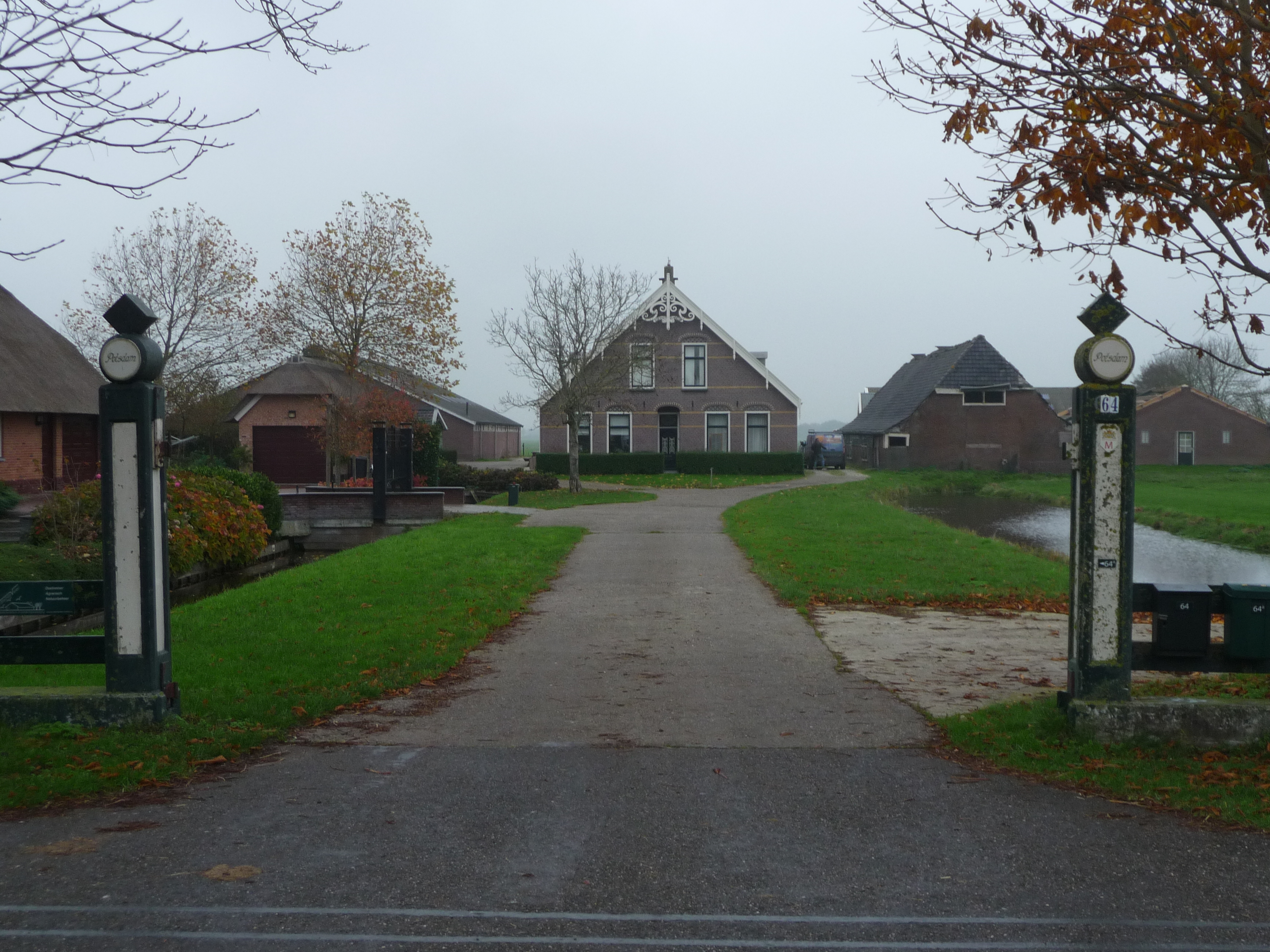
Hallehuisboerderij Boer met genoegen

Boer met genoegen is de naam van een hallehuisboerderij in de Utrechtse gemeente Woerden.
De eerste steen werd gelegd op 21 oktober 1910 door dominee G. Boer.

Boer met genoegen heeft een versierde daklijst. Naast de boerderij staat een schuur uit de negentiende eeuw en een moderne stal.